# Break de chasse

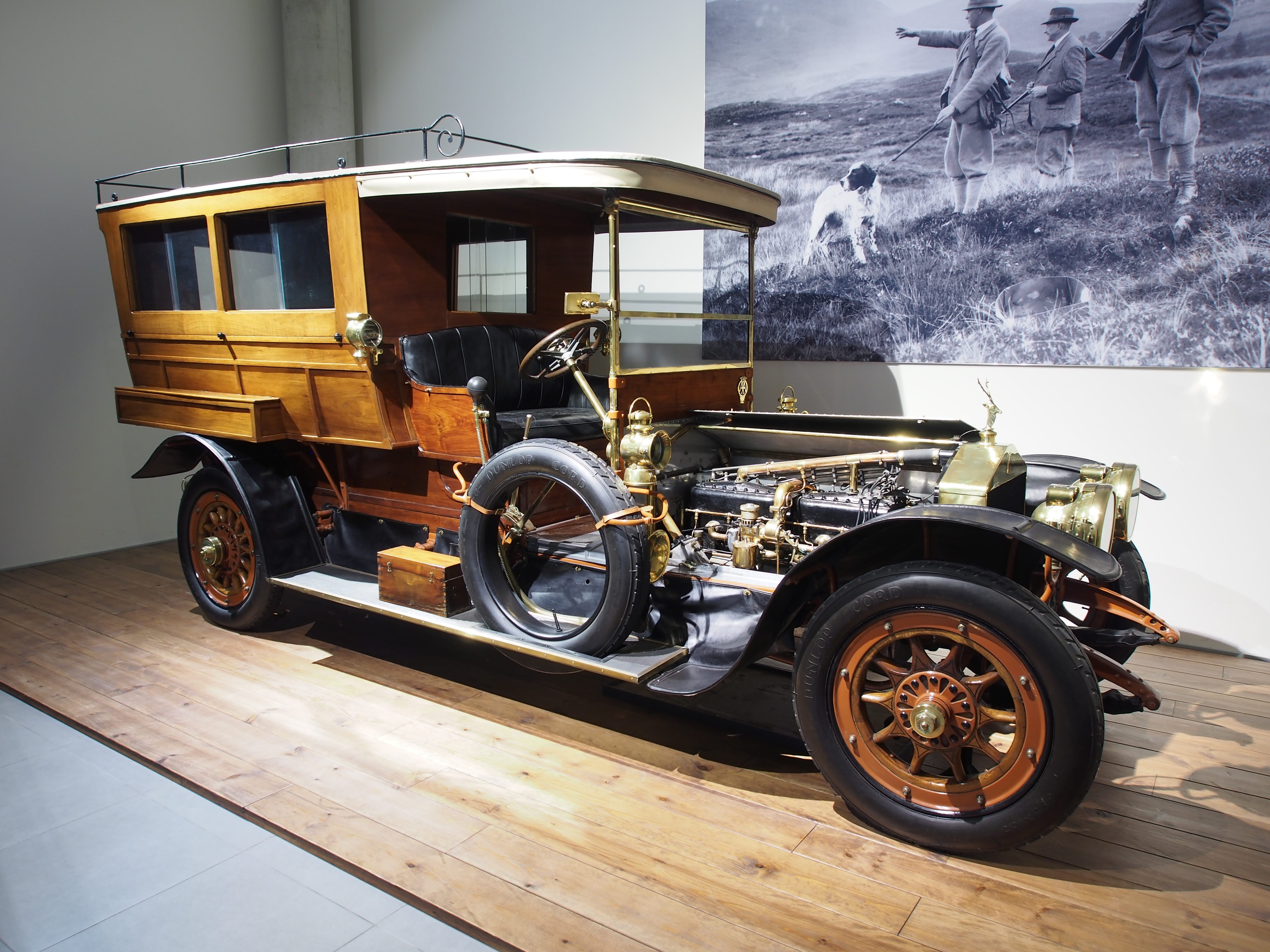
Une Rolls-Royce Silver Ghost, version shooting-brake de 1910.

Un break de chasse est un style de carrosserie automobile qui a évolué au cours du temps et a pris plusieurs significations distinctes.

## Historique
Il s'agit au départ d'un terme britannique du début du XIXe siècle, « shooting-brake », désignant un véhicule dont le corps est fait de bois (wooden-bodies en anglais) et utilisé pour transporter un groupe de chasseurs avec leur équipement et leurs animaux. Le terme « break de chasse » a ensuite été appliqué à des voitures de luxe construites sur mesure et modifiées pour être utilisées par des chasseurs et autres sportifs. 
En 2006, un article du quotidien américain The New York Times écrit que « les break de chasse les plus célèbres avaient des carrosseries deux-portes sur mesure montées sur des châssis de voitures de luxe, comme des Aston Martin, Bentley, Jaguar et Rolls-Royce ».
En France, le terme de « break » remplace le terme « estate » , appelé autrefois « break de chasse ».
Au cours des dernières décennies, ce type de carrosserie montre des signes de renaissance alors que les constructeurs cherchent à inventer (ou à réinventer) de nouveaux types de véhicules. De nos jours, le terme « break de chasse » a été élargi pour englober une gamme de véhicules allant des break à cinq portes aux modèles à trois portes combinant les caractéristiques d'un break et d'un coupé. Ce terme ne s'applique donc plus uniquement aux carrosseries de coupés modifiées.
L'équivalent de « break de chasse » donne :
- en anglais : « shooting-brake » (Grande-Bretagne) ;
- en allemand : « shooting brake », mais aussi le français « combi coupé » ;
- en anglais américain : « sport wagon ».

## Exemples
Quelques breaks de chasse :
- Aston Martin (DB5 Radford, DB6 Radford, DB6 FLM Panelcraft, DBS FLM Panelcraft, Virage, Vantage, Bertone Jet 2) ;
- Bentley Continental Flying Star ;
- Mini Clubman ;
- BMW Z3 coupé ;
- Chevrolet Nomad ;
- Ford Mustang Wagon (1966) ;
- Honda (Accord Aerodeck) (1985-1989) ;
- Kia Pro cee'd
- Ferrari FF et GTC4Lusso ;
- Jaguar XJS modèle Lynx Eventer ;
- Lancia (Beta HPE) ;
- Lotus modèle Elite 75 ;
- Mercedes-Benz Classe CLS (Type 218) modèle X218 (2012-2018) ;
- Porsche 924 modèle Artz, Porsche 944 modèle Cargo ;
- Reliant (Scimitar GTE, Triplex) ;
- Volvo (P1800 ES break, 480 ES & GT, 3CC, SCC et C30).

Prototypes uniques
- Jaguar Type E adaptée en break funéraire dans le film Harold et Maude.
- Peugeot 504 Riviera Pininfarina.
- Peugeot 206 escapade
- Peugeot 306 HDi
- Peugeot 407 Élixir
- Fiat Dino Parigi Pininfarina 1967.
- Ferrari 212 export Fontana, 330 GT de Carrozzeria Vignale[2] 1968, 365 GT Daytona Panther-Chinetti Jr 1975, 365 GT4 Felber Croisette 1975, 365 GTC/4 Felber Michelotti 1977.
- Lamborghini 400 GT Flying star II Touring 1966 de Jacques Queiroz.
- Fisker Surf

## Galerie

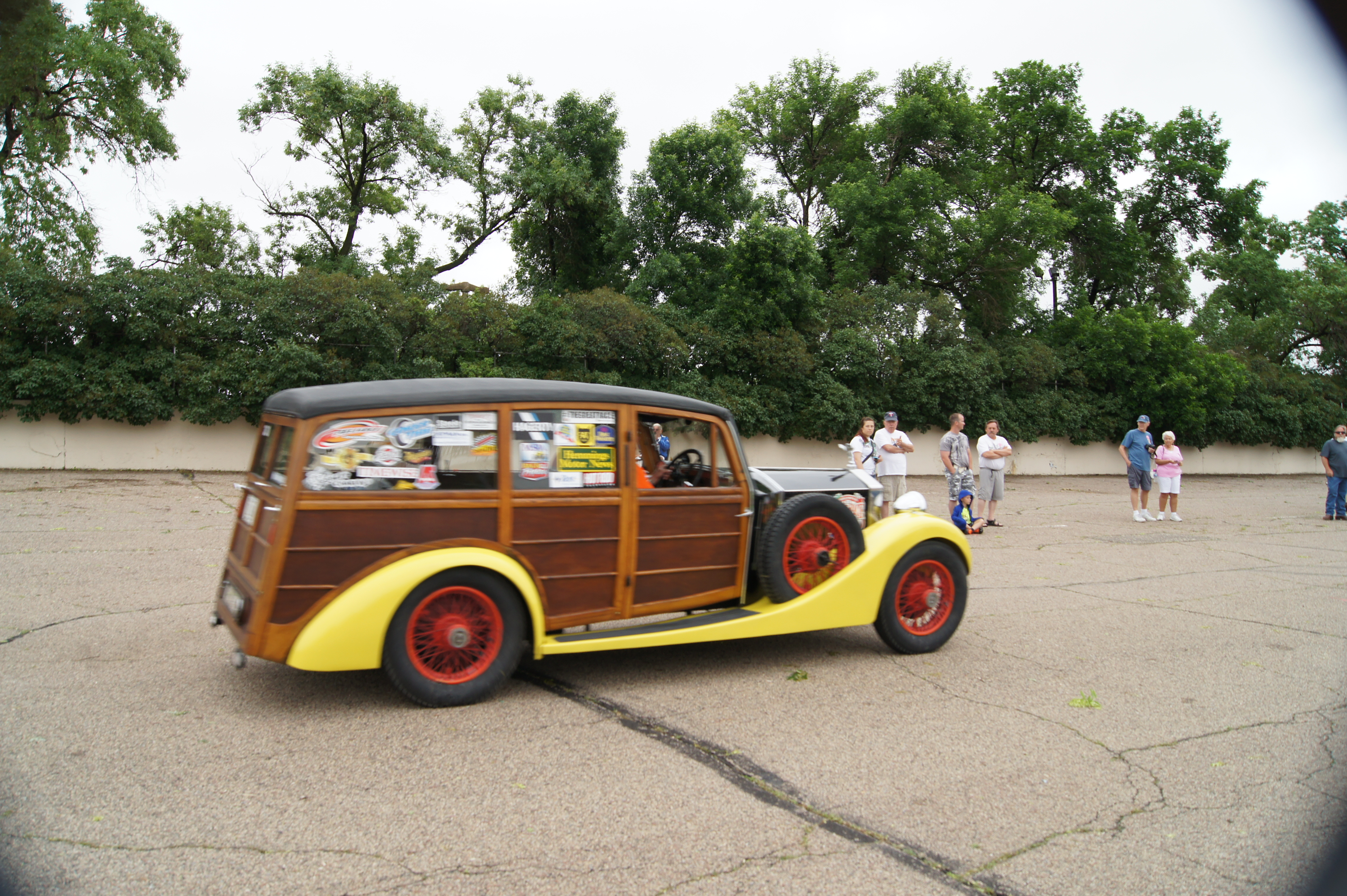
Une Rolls-Royce shooting-brake de 1931.
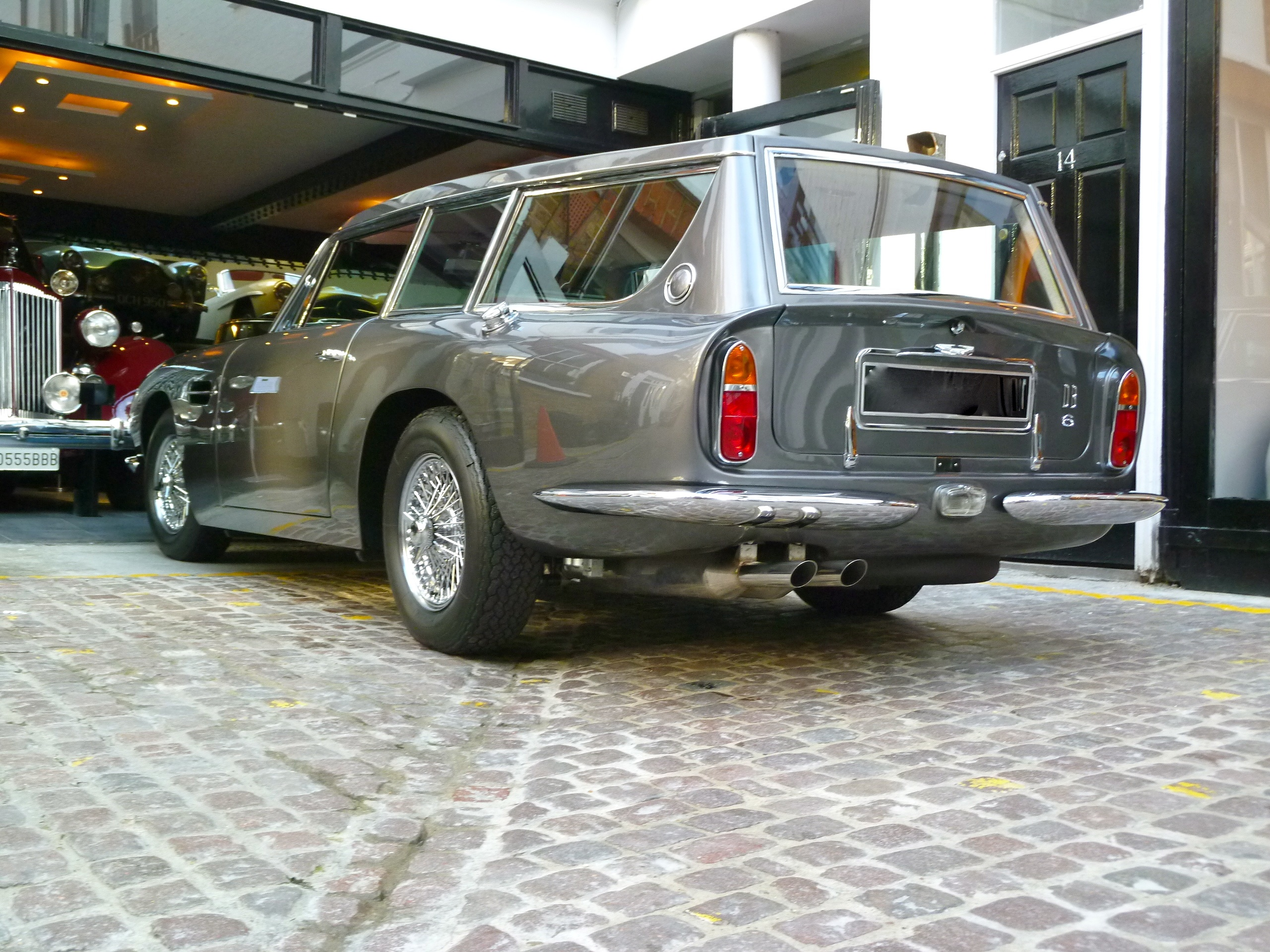
Une Aston Martin DB6 Vantage shooting-brake de 1969/1970.
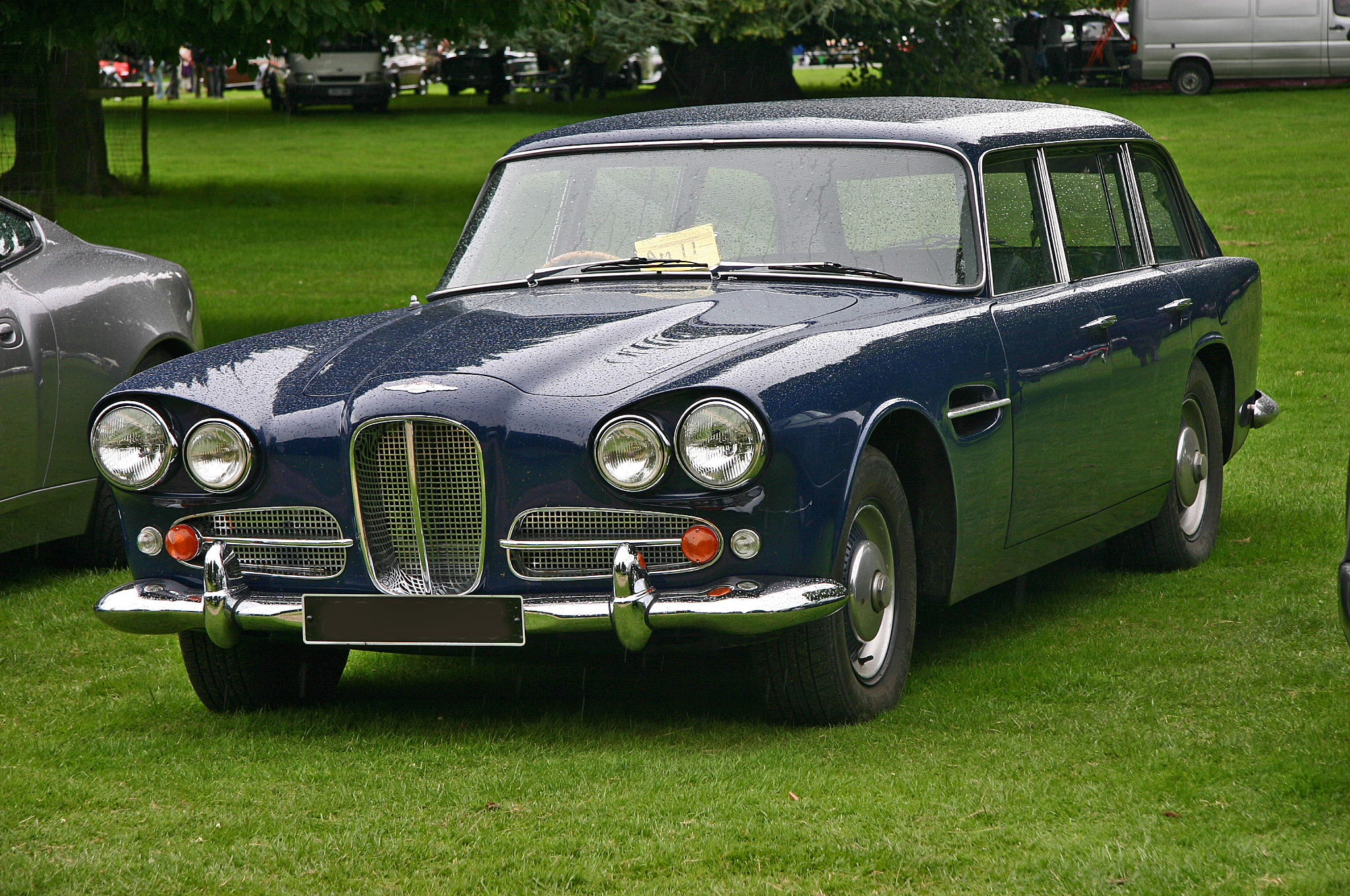
Une Lagonda Rapide shooting-brake.
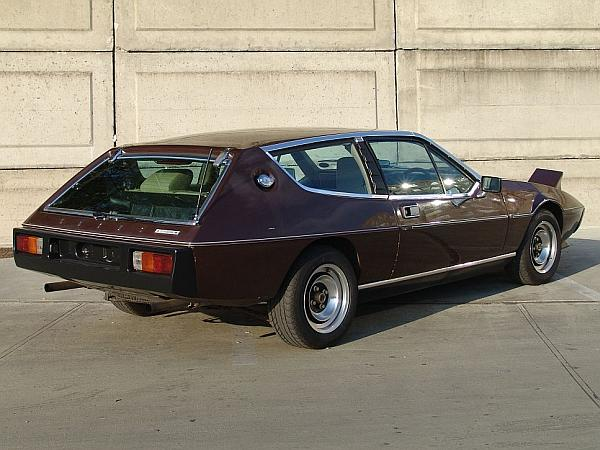
Lotus Elite S2.
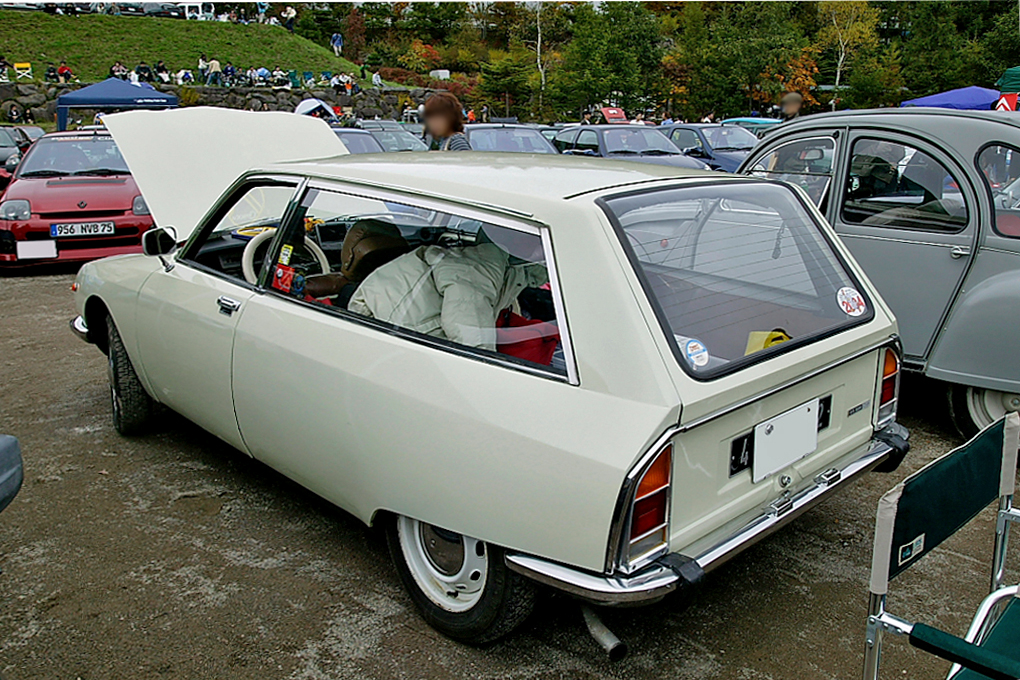
Citroën GS break Service vitré.
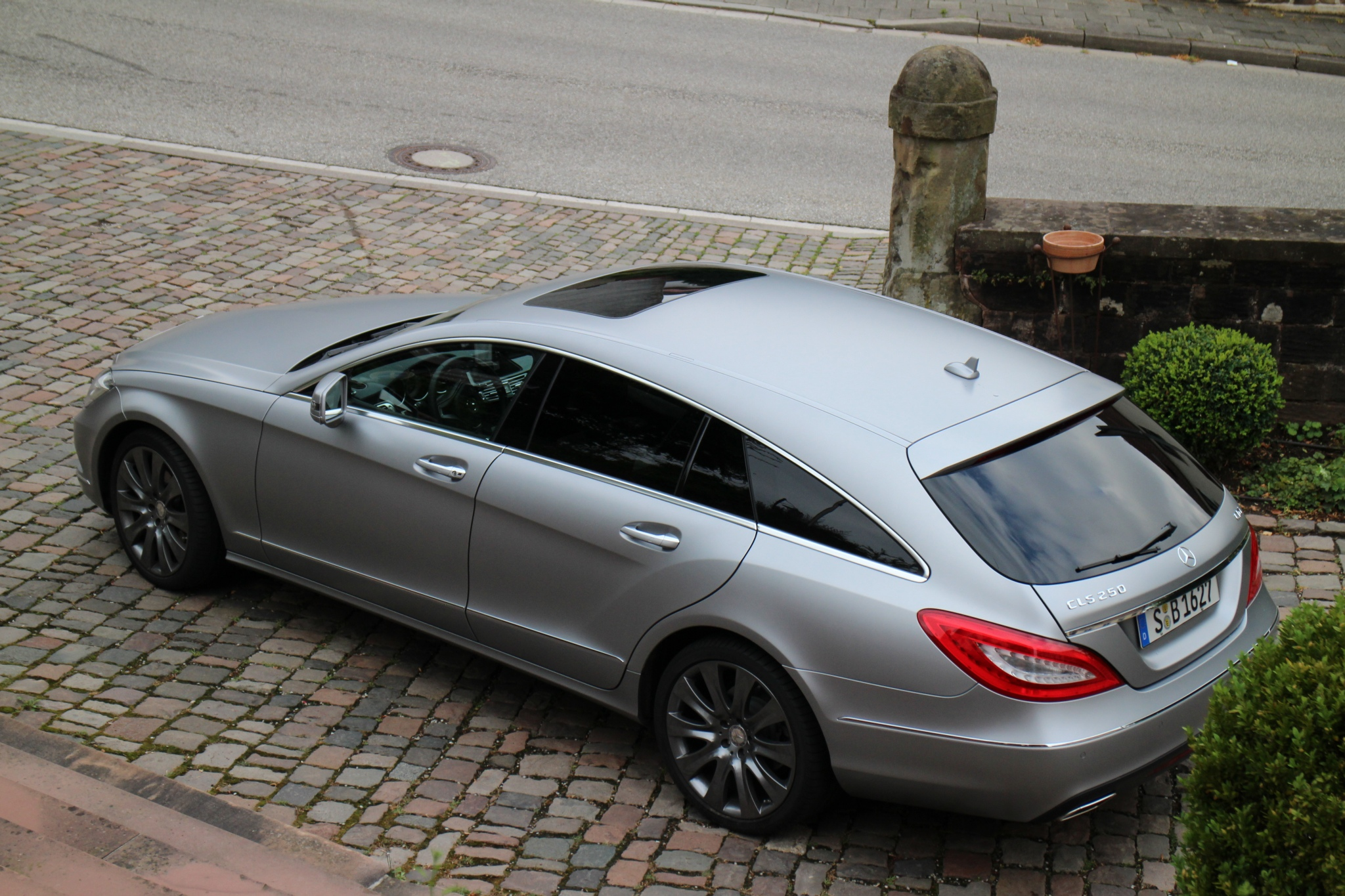
Une Mercedes Benz CLS shooting-brake de 2013.
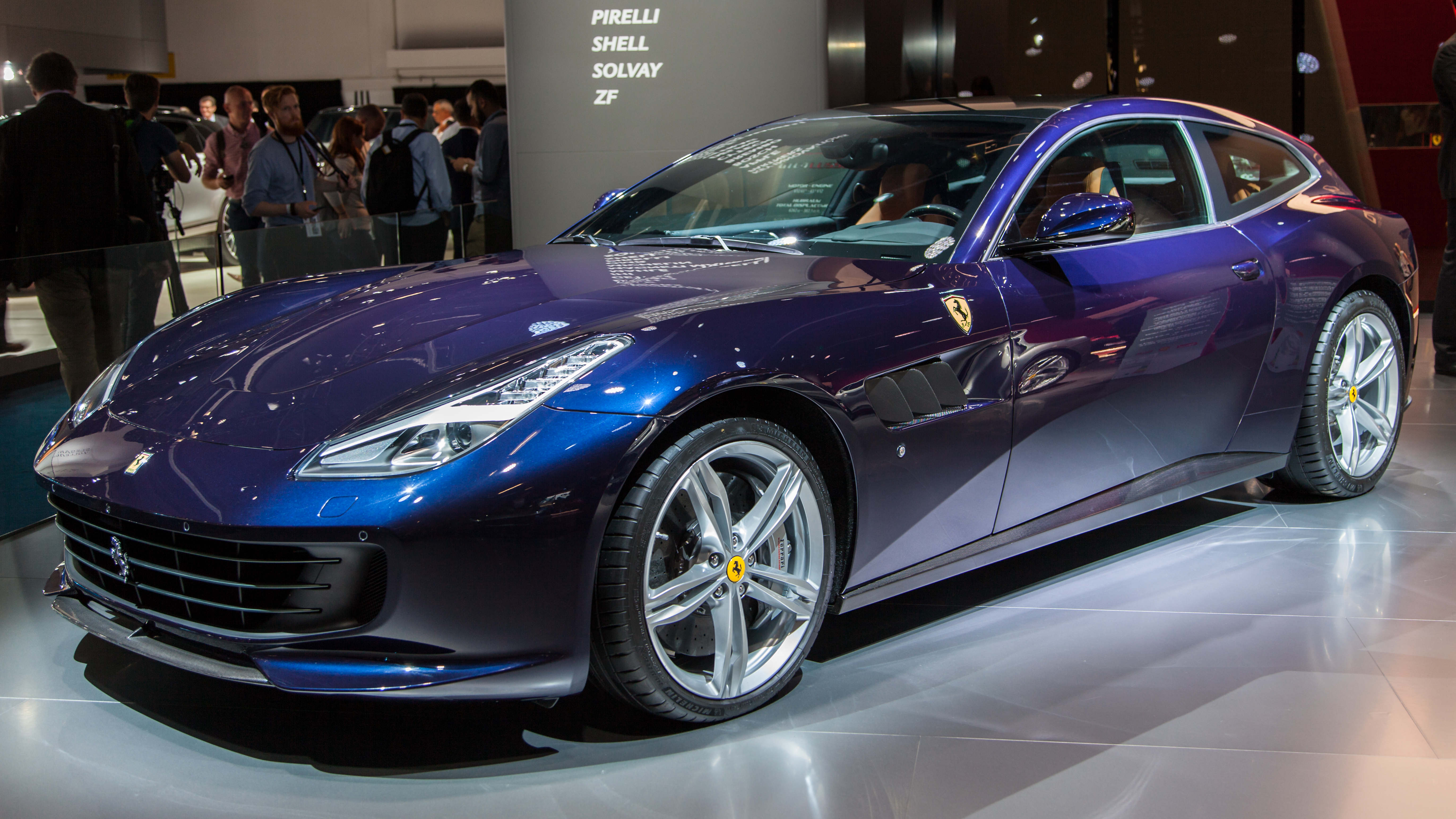
Une Ferrari GTC4Lusso.